# Les Étilleux
 Les Étilleux  es una población y comuna francesa, en la región de  Centro, departamento de Eure y Loir, en el distrito de Nogent-le-Rotrou y cantón de Authon-du-Perche.

## Demografía
| 247 | 233 | 200 | 168 | 184 | 188 |
| Para los censos de 1962 a 1999 la población legal corresponde a la población sin duplicidades (Fuente: INSEE [Consultar]) |     |     |     |     |     |